# Bar Paly
Barbara Phaly más conocida como Bar Paly (Nizhni Taguil, 29 de abril de 1982) es una actriz y modelo israelí de origen judeo-ruso.

## Vida y carrera
Barbara nació en la Unión Soviética. Se mudó a Israel cuando tenía siete años, y se crio en Tel Aviv. Paly empezó su carrera como modelo a los diecisiete años, posó para las revistas Maxim y Sports Illustrated. En 2003, empezó su carrera como actriz apareciendo en diversos papeles para cine y televisión. Paly ha aparecido en series de televisión como Cómo conocí a vuestra madre, The Starter Wife, y la película de terror de 2008 The Ruins.
En 2013, Paly tuvo papeles en las películas de Roman Coppola A Glimpse Inside the Mind of Charles Swan III protagonizada por Charlie Sheen, Jason Schwartzman y Bill Murray. En la película de Michael Bay Pain & Gain, junto con Mark Wahlberg y Dwayne Johnson.
El 14 de agosto de 2016, Bar Paly consiguió la nacionalidad estadounidense.

## Filmografía
| Año  | Título                                        | Papel           | Notas |
| ---- | --------------------------------------------- | --------------- | ----- |
| 2008 | The Ruins                                     | Arqueóloga      |       |
| 2013 | A Glimpse Inside the Mind of Charles Swan III | Maria-Carla     |       |
| 2013 | Pain & Gain                                   | Sorina Luminita |       |
| 2014 | Non-Stop                                      | Iris Marianne   |       |

## Televisión
| Año       | Título                   | Papel           | Notas                                                  |
| --------- | ------------------------ | --------------- | ------------------------------------------------------ |
| 2007      | CSI: Nueva York          | Mia Opal        | Episodio: "Heart of Glass"                             |
| 2008      | The Starter Wife         | Lola            | Papel recurrente, 5 episodios                          |
| 2008      | Unhitched                | Chloe           | Episodio: "Yorkshire Terrier Sucked Into the Internet" |
| 2010      | How I Met Your Mother    | Natalia         | Episodio: "Rabbit or Duck"                             |
| 2012      | Los mal pagados          | Tatiana         | Papel recurrente, 2 episodios                          |
| 2012      | Game Shop                | Falsa-Nerd      | Episodio: "Faux Nerd Girl"                             |
| 2017-2018 | DC's Legends of Tomorrow | Helena de Troya | Papel recurrente, 2 episodios                          |
| 2017      | Jean-Claude Van Johnson  | Cristina        | Papel recurrente, 6 episodios                          |
| 2018-20   | NCIS: Los Angeles        | Ana Kolchek     | Papel recurrente                                       |